# Humlehögsravinen
Humlehögsravinen är en kanjon utanför Kisa. Den är en 15 meter djup kanjon som skapats under istiden.